# Rütschi

Wappen der Familie Rütschi aus Wipkingen

Rütschi, auch Ruëtschi, ist der Name einer Schweizer Familie, deren Stammreihe sich in Zürich-Wipkingen ab 1504 urkundlich belegen lässt. Ihre Mitglieder sind seit dem 18. Jahrhundert vor allem in der Seidenindustrie tätig gewesen und kamen später durch Immobilienbewirtschaftung zu Wohlstand und Ansehen. Da Salomon Rütschi (gest. 1894) sozial engagiert und als Politiker erfolgreich war, wurde ihm zu Ehren die Rütschistrasse im Quartier Wipkingen in Zürich benannt. Alfred Fortunatus Rütschi (gest. 1929) war einer der Gründer der Vereinigung der Zürcher Kunstfreunde und ein bedeutender Mäzen des Kunsthauses Zürich.
Das Stammhaus der Familie Rütschi befand sich in Wipkingen – bis zur Eingemeindung nach Zürich 1893 eine selbstständige Gemeinde im Kanton Zürich. Schon Salomon Rütschi der Ältere (1781–1850) war dort in der Seidenproduktion tätig. Er war Aufseher in einer Kattundruckerei im Letten, wo farbige Baumwolltücher produziert wurden. Als angesehener Mann wurde Salomo Rütschi zum Stillständer und Schulgutverwalter gewählt.

## Bekannte Familienmitglieder

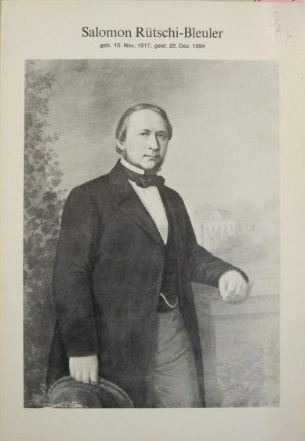
Salomon Rütschi-Bleuler

### Salomon Rütschi-Bleuler
Geboren am 15. November 1817; gestorben am 24. Mai 1894. Er wurde mit 19 Jahren bereits zum Gemeinderatschreiber bestimmt. Später gründete er eine eigene Seidenfabrikation. Als Unternehmer engagierte er sich sozial und finanzierte für seine Arbeiterinnen und Arbeiter die ersten Kinderkrippen. Als geachteter Lokalpolitiker sass er im Kantonsrat und im Gemeinderat von Zürich. Durch seine Seidenfabrikation, aber auch durch hohe Einnahmen seiner Immobilienbewirtschaftung zu grossem Vermögen gekommen, engagierte er sich für die Kunst und Kultur seiner Heimatstadt Zürich. So förderte er grosszügig den Sängerverein Harmonie Zürich und war Mitglied der 1831 gegründeten Gemeinnützigen Gesellschaft Neumünster (GGN). 1859 gründete er die Gemeinnützige Gesellschaft Wipkingen (GGW) und stattete sie mit Startkapital und einer 100 Bücher umfassenden Bibliothek aus. 1888 gründete er einen mit 5‘000 Franken ausgestatteten Schulfonds für die neu gegründete Sekundarschule in Wipkingen, dessen Zinsen zur Anschaffung von Lehrmitteln dienen sollten. 1881 wurde im Letten die Seidenwebschule Zürich gegründet. Für diese richtete er mit 20‘000 Franken einen Stipendienfonds ein, der auch bedürftigen Schülern eine qualifizierte Ausbildung ermöglichen sollte. In seinem Testament bedachte er die Reformierte Kirchengemeinde Wipkingen mit einem Legat von 50‘000 Franken zum Kauf eines Baugrundstücks für das geplante neue Kirchengebäude. 1906 wurde ihm zu Ehren die Rütschistrasse in Zürich benannt.

### Alfred Fortunatus Rütschi

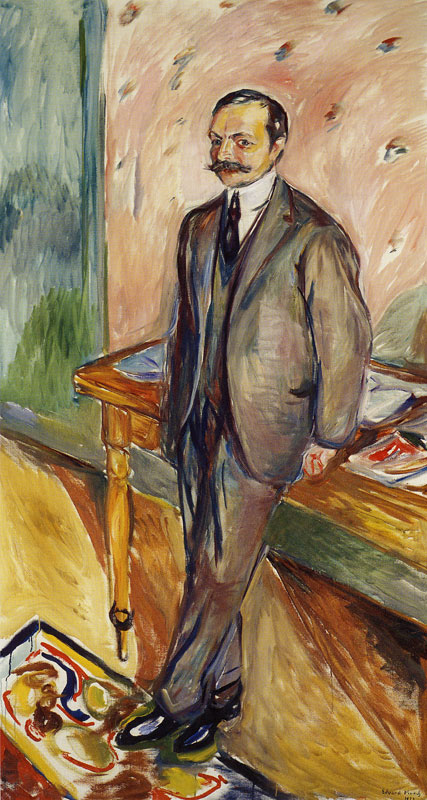
Bildnis von Wilhelm Wartmann, 1923, Edvard Munch malte dieses im Auftrag von Alfred Rütschi im Grand Hotel Dolder anlässlich Wartmanns erster grossen Munch-Ausstellung im Kunsthaus Zürich.

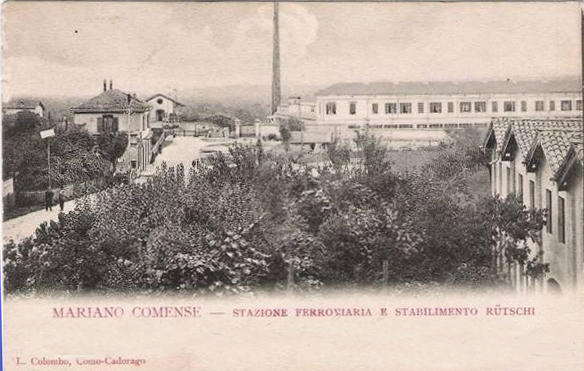
Die Fabrik in Mariano 1903

Geboren am 21. April 1868; gestorben am 26. September 1929. Er führte nach dem Rücktritt seines Vaters das Seidengeschäft seiner Familie weiter fort. Er expandierte mit seinem Unternehmen auch nach Italien und errichtete im oberitalienischen Mariano eine Seidenfabrik. In Mariano finanzierte er die kommunale Wasserversorgung und wurde dafür mit der Ehrenbürgerschaft der Stadt ausgezeichnet. Schon früh interessierte er sich für die Arbeit des Schweizer Malers Ferdinand Hodler. Er war einer der Gründer der Vereinigung der Zürcher Kunstfreunde. 1919 machte er dem Kunsthaus Zürich einige Werke Hodlers zum Geschenk, etwa das Bild Der Tag von 1904/1906. Darüber hinaus stellte er weitere Kunstwerke, darunter auch solche von Edvard Munch, zunächst als Leihgabe zur Verfügung, die dann nach seinem Tod 1929 als Geschenk in die „Sammlung Rütschi“ übernommen werden konnten. Neben der Malerei interessierte er sich besonders für Goldschmiedekunst. Er stellte eine Sammlung bedeutender Goldschmiedearbeiten vom 11. bis zum 20. Jahrhundert zusammen, die noch zu seinen Lebzeiten in einem Anbau des Kunsthauses Zürich ausgestellt wurden.

### Alfred Erhart Karl Salomon Rütschi
Geboren am 8. Juli 1908; gestorben am 18. Januar 1992. Er führte die textile Familientradition der Familie nicht mehr fort. Er war in der Immobilienbranche und als Investor aktiv. Nach dem Zweiten Weltkrieg initiierte und betreute er Anfang der 1950er Jahre das Bauprojekt Theatinerpassage in München. Er gehörte damit zu den ersten Schweizern die in die zerbombte Münchner Innenstadt investierten.

## Wappen der Familie Rütschi
Wappenbeschreibung / Blasonierung: In Rot auf grünem Dreiberg silberner Storch beseitet von zwei sechsstrahligen, goldenen Sternen und überhöht von sinkendem goldenen Mond.

## Ehrung

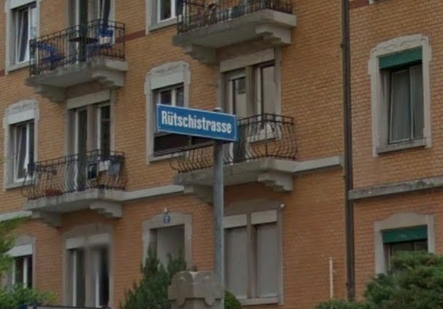
Die Rütschistrasse in Zürich-Wipkingen

In Zürich-Wipkingen ist die Rütschistrasse nach dem Seidenfabrikanten und Wohltäter Salomon Rütschi benannt.

## Multimedia
- Filmbeitrag über die Familie Rütschi bei Vimeo von 2019: Video bei Vimeo